# Gynochthodes sublanceolata
Gynochthodes sublanceolata är en måreväxtart som beskrevs av Friedrich Anton Wilhelm Miquel. Gynochthodes sublanceolata ingår i släktet Gynochthodes och familjen måreväxter. Inga underarter finns listade i Catalogue of Life.